# Pohrebysjtje
Pohrebysjtje (ukrainsk: Погребище) er en by i det vestlige Ukraine. Byen ligger ca. 64 km nordøst for byen Vinnytsja, nær kilderne til floden Ros. Den er det administrative centrum for Pohrebyshche rajon (distrikt) i det vestlige Ukraine. Pohrebysjtje ligger nær kilderne til floden Ros.
Byen har 9.209 (2022) indbyggere.

## Historie
Pohrebysjtje er meget gammel, og oprindelsen af dens navn er ikke klar. Pohreb betyder en stor kælder på ukrainsk. På den anden side kan Pohrebaty tolkes som at foretage en begravelse. Den kejserlige russiske etnograf Lavrentii Pokhylevych kaldte byen Rokitnya i sit værk "Fortællinger om beboede områder i Kyiv-provinsen" fra 1884 (før mongolernes invasion af Rus'). Mongolerne jævnede byen med jorden og efterlod kun kældrene.
Første gang byen blev nævnt i skriftlige kilder var i 1148. I mange år hørte den til Kyiv voivodskab inden for Den polsk-litauiske realunion. Under Khmelnytsky-opstanden (1648-1657) i 1653 blev den fuldstændig ødelagt af Stefan Czarniecki.  og i de senere krige i det 17. århundrede blev byen ødelagt af brand og dens indbyggere massakreret af udenlandske hære flere gange. Først omkring 1720 begyndte en mere heldig periode for Pohrebysjtje. I 1795 blev byen en del af det Russiske kejserrige.

## Galleri
- Rådhus
- Church in Pohrebysjtje
- Kapel nær byen
- Mindesmærke for 2. verdenskrig